# Vassányi Miklós
Vassányi Miklós (?, 1966. – ) magyar filozófus, egyetemi docens, filozófiai művek fordítója.

## Élete
A Károli Gáspár Református Egyetem Bölcsészettudományi Kar Szabadbölcsészet Tanszékén tanít. Fő kutatási területe az újkori filozófiatörténet és a bizánci teológiatörténet, de foglalkozott amerikai népek vallástörténetével is. Filozófiai doktori fokozatot (PhD) szerzett a belgiumi Katholieke Universiteit Leuven-ben szerezte (Anima mundi. The Rise of the World Soul Theory in German Enlightenment and Early Romanticism, Examined with Respect to the Relation between the Finite and the Infinite). 2016-ban Fulbright ösztöndíjjal kutathatott az University of Minnesota kutatóintézetben. Több doktori témavezetési feladatot vállalt el.
2016-ban történettudományból is doktori (PhD) fokozatot szerzett az Eötvös Loránd Tudományegyetemen (Hitvalló Szent Maximos teológiája. Értelmezési kísérlet történeti megközelítésben).
Több könyve és számos szakcikke jelent meg nyomtatásban.
Angol, német, francia, olasz felsőfokú nyelvvizsgával rendelkezik, de bizonyos szinten beszél holland és spanyol, illetve olvas latin, görög, és héber nyelven. Tagja a Magyar Patrisztikai Társaságnak és a Central European Association for Canadian Studies (CEACS)-nak.

## Művei

### Folyóiratcikkek
Tanulmányai jelentek meg az Irodalomtörténeti Közleményekben, a Magyar Filozófiai Szemlében, a Világosságban, a Vallástudományi Szemlében (főszerkesztő-helyettes), és az Orpheus Nosterben.

### Saját könyvek
- Vassányi Miklós: Szellemhívók és áldozatok. Sámánság, istenképzetek, emberáldozat, az inuit (eszkimó), azték és inka vallások írásos forrásaiban; KRE–L'Harmattan, Bp., 2016 (Károli könyvek. Műfordítás, forrás)
- Hitvalló Szent Maximos teológiája. Értelmezési kísérlet történeti összefüggésben, Kairosz Kiadó, Budapest, 2017, ISBN 9789636628796[9]
- Alaszkától Yucatánig, Magyar Napló Kiadó Kft., Budapest, 2020, ISBN 9786155721786[10]

### Többszerzős művek
- Hoppál K. Bulcsú – Szilágyi Zsolt – Vassányi Miklós: Áldozat és ima. Budapest: L’Harmattan, 2011. 229 p.[11]
- Vassányi Miklós – Kutrovátz Gábor: A világ bizonyos szimmetriája. A kora újkori csillagászat története válogatott források tükrében, Typotex Kiadó, Budapest, 2021, ISBN 9789634931379[12]

### Könyvrészletek
- Az első rendszeres leírás az inuit sámánságról: Hans Egede Gröndland-monográfiája (1741). In: (szerk.) Sepsi Enikő: A spirituális közvetítő, L'Harmattan Könyvkiadó Kft., Budapest, 2016, ISBN 9789634140290[13][14]

### Lektor volt
- Vallásfogalmak sokfélesége. A Károli Gáspár Református Egyetem Szabadbölcsészet Tanszékének és a Szegedi Tudományegyetem Vallástudományi Tanszékének közös szervezésében megrendezett konferencia (2011. november 11-13.) előadásai,  	Károli Gáspár Református Egyetem-L'Harmattan Kiadó, Budapest, 2012, ISBN 978-963-236-623-4 (Károli könyvek-Tanulmánykötet)[15]

### Műfordítások
- (részben) Jacobus de Voragine: Legenda Aurea. Szentek csodái és szenvedései, Helikon Kiadó, Budapest, 1990, ISBN 963-2080-57-2 (Harmonia Mundi könyvek-sorozat)[16]
- (részben) Pascal Pingault: Együtt a szegényekkel, Nyolc Boldogság Katolikus Közösség – Élet Kenyere Közösség, h. n., 1997, ISBN 963-00-2092-0[17]
- Richard Swinburne : Van Isten?, Kossuth Kiadó, Budapest, 1998, ISBN 963-0939-93-2[18]
- Brian Davies: Bevezetés a vallásfilozófiába, Kossuth Kiadó, Budapest, 1998, ISBN 963-09-4116-3[19]
- Marsilio Ficino : Platonikus írások, Szent István Társulat, Budapest, 2003, ISBN 963-361-407-4 (Fides Et Ratio – A vallásbölcselet kiskönyvtára-sorozat)[20]
- (részben) John Locke: Értekezés az emberi értelemről, Osiris Kiadó, Budapest, 2003, ISBN 963-389-427-1 (Sapientia Humana-sorozat)[21]
- John Toland: Levelek Szerénához, Áron Kiadó – Brozsek Kiadó, Budapest, 2011, ISBN 978-963-9210-81-3[22]
- Johannes Scotus Eriugena: A természetekről I. (ford. Vassányi Miklós), Szent István Társulat, Budapest, 2015 (Középkori keresztény írók-sorozat)